# Краљевина Хаваји
Краљевина Хаваји или Хавајско краљевство (хав. Ко Хаваиʻи Пае ʻАина), је била суверена држава која се налазила на Хавајским острвима. Држава је формирана 1795. године, када је Камехамеха Велики, војсковођа независног острва Хаваји, освојио независна острва Оаху, Мауи, Молокаи и Ланаи и ујединио их под једном владом. Цео хавајски архипелаг је постао уједињен 1810. године када су се острва Кауаи и Ниихау добровољно придружили Хавајском краљевству. Две велике династичке породице владале су краљевством: Династија Камехамеха и Династија Калакауа. После свргавања последње краљице Лилијуокалани 1893. године, наредне године је формирана Република Хаваји, која је трајала до анексије Сједињених Америчких Држава 1898. године.

## Историја
У 18. веку на Хавајским острвима постојала су четири парадржавна удружења. После дуготрајних грађанских сукоба, краљ Камехамеха I (1758? -1819) успео је 1810. године уз помоћ европског оружја да уједини острва и успоставио династију која је владала на Хавајима наредних 85 година.
У 19. веку амерички бродови за лов на китове често су презимили на острвима краљевине. Хаваје су посетили истраживачи, трговци и авантуристи. Средином века краљевство је већ имало школе, цркве, таверне и трговачке установе. Уведено је писање. Временом се хришћанска религија ширила на Хавајима у облику протестантизма и католичанства, што је у великој мери поткопало локалну културу и традицију. Заједно са Европљанима, на Хавајским острвима појавиле су се и болести раније непознате за острвљане против којих нису имали имунитет (заушке, морбили итд).
Независност Хаваја је изнова била угрожена, већ од 1815. до 1817. године. Руско-америчка компанија покушала је да се утврди на острву, пропао је покушај немца Георга Антона Шафер, који је био у руској служби, самостално је покушао да стекне контролу над северним острвима Кауај и Ниихау без подршке царске владе. Хавајски краљ је протерао Шафера због његових претјераних амбиција вође и сплетки америчких капетана.
Кратка анексија Хаваја од 10. фебруара 1843. до 31. јула 1843. британског лорда Георга Паулета, белгијски планови да уз помоћ компаније Ладд & Цо. (1843-1845) преузме све Хаваје и заузимање Хонолулуа од стране француског Лоуис Тромелина 1849. године остале су неуспешне.
Доласком мисионара у краљевину Хаваји 1820. године, малобројно бело становништво почело је да врши све већи утицај на хавајске монархе. 1826. године краљевина је увела први порез на приход од трговине и бродоградње. У 1840. је бела мањина је захтевао од Камехамеха II (владао 1825-1854) да усвоји устав.
У наредним годинама америчко интересовање за краљевство се повећавало и резултат је био потписивање уговора о узајамности (1875), који је у основи био споразум о слободној трговини који је гарантовао бесцарински увоз хавајског шећера у САД пружио је Американцима посебне економске привилегије. 1887. године уговор је продужен и Сједињене Америчке Државе су добиле право да граде поморску базу у Перл Харбору.
Последњи краљ Хаваја, Калакауа (1874—1891), изгубио је подршку плантажера због своје екстраваганције и покушаја оживљавања хавајске културе. 1887. године беле снаге су га приморале да усвоји нови устав назван бајонетски устав. Оштро је ограничила краљевске моћи и увела бирачко право за богате Хаваје, који су типично били Американци и Европљани.
1891. године краљица Лилиуокалани (1891—1893) ступила је на престо и одмах кренула да укине бајонетски устав. Предложила је нацрт новог устава, али га је влада одбила. Присталице припајања Хаваја Сједињене Америчке Државе уротиле су се против краљице. 17. јануара 1893. завереници су, подржани морнарима са америчког брода Бостон, извели државни удар. Америчка влада одбила је да припоји територију, напомињући да је свргавање монархије, током којег су коришћене америчке трупе, извршено против воље народа. Међутим, краљевство је престало да постоји, а на Хавајима је уведен републички облик владавине. Циљ САД је био да под владавином председника Санфорд Дола на крају припоји острва како би проширили њихову надмоћ у севернопацифичком региону. Пошто је ова намера дотакла интересе Јапана, Јапанско царство је протестовало против ње и послало ратни брод на Хаваје. Председник Дол искористио је сукоб са америчким народом да оправда анексију Хаваја 1898. године. Санфорд Доле је поново био први гувернер садашње Хавајске територије. Од тада постоји покрет за независност који се бори за обнову монархије. Од 2008. године више говоре о себи и постигли су прве успехе по међународном праву.

## Династија Камехамеха
Од 1810. до 1893. године две велике династичке породице владале су хавајским краљевством: Династија Камехамеха  (до 1874) и Династија Калакауа (1874-1893). Пет чланова породице Камехамеха водило је владу, од којих се сваки назива Камехамеха, све до 1872. Луналило (1872–1874) је такође био члан породице Камехамеха преко своје мајке Кекаулуохи. Лихолихо (Камехамеха II, владао 1819-1824) и Кауикеаоули (Камехамеха III, владао 1825-1854) били су директни потомци синови Камехамехе Великог.
Током владавине Лихолиха и Кауикеаоули, омињена супруга Камехамеха I, краљица Каахуману, владала је као краљица регент Кухина Нуи или премијер.

## Анексија
Свој суверени статус Краљевина Хаваји одржала је преко сто година, све до пуча у јануару 1893, када је десетина локалних индустријалаца, у сарадњи са америчком војском, преузела власт и успоставила Републику. Пучисти су формално од председника у Вашингтону затражили америчку анексију Хаваја, али амерички председник Гровер Кливленд им је ускратио подршку. Ипак, по доласку на власт председника Вилијама Макинлија, и током америчког успостављања протектората над Филипинима и Гуамом, Хаваји 1898. бивају и формално анектирани.

### Вредност закаснелог извињења
Године 1959. некадашња Краљевина Хаваји добија статус државе унутар САД. На стогодишњицу од анексије, 1993, Конгрес САД и председник Бил Клинтон донели су резолуцију којом се САД формално извињавају народу Хаваја због анексије. Али то није ублажило гнев локалног хавајског становништва. Политичка превирања око суверенитета Хаваја и даље постоје, а добар део староседелачке популације тражи потпуну независност.